# Deuxième bataille de Châtillon (1870)
Pour les articles homonymes, voir Bataille de Châtillon.
Guerre franco-prussienne
Batailles
- Chronologie de la guerre franco-prussienne de 1870
- Sarrebruck (08-1870)
- Wissembourg (08-1870)
- Forbach-Spicheren (08-1870)
- Wœrth (08-1870)
- Bitche (08-1870)
- Phalsbourg (08-1870)
- Borny-Colombey (08-1870)
- Strasbourg (08-1870)
- Mars-la-Tour (08-1870)
- Toul (08-1870)
- Gravelotte (08-1870)
- Metz (08-1870)
- Nouart (08-1870)
- Beaumont (08-1870)
- Noisseville (08-1870)
- Sedan (08-1870)
- Montmédy (09-1870)
- Soissons (09-1870)
- Siège de Paris et chronologie du siège (09-1870)
- Nompatelize (10-1870)
- Bellevue (10-1870)
- Châtillon (10-1870
- Châteaudun (10-1870)
- Buzenval (10-1870)
- Bourget (10-1870)
- Dijon (10-1870)
- Belfort (11-1870)
- La Fère (11-1870)
- Langres (11-1870)
- Bouvet et Meteor (navale) (11-1870)
- Coulmiers (11-1870)
- Thionville (11-1870)
- Châtillon-sur-Seine (11-1870)
- Villers-Bretonneux (11-1870)
- Beaune-la-Rolande (11-1870)
- Champigny (11-1870)
- Orléans (12-1870)
- Loigny (12-1870)
- Châteauneuf (12-1870)
- Beaugency (12-1870)
- Longeau (12-1870)
- l’Hallue (12-1870)
- Siège de Péronne (1871)
- Bapaume (01-1871)
- Villersexel (01-1871)
- Le Mans (01-1871)
- Héricourt (01-1871)
- Saint-Quentin (01-1871)
- Buzenval (01-1871)

La deuxième bataille de Châtillon également appelée combat de Bagneux ou encore affaire de Bagneux eut lieu le 13 octobre 1870, pendant la guerre franco-prussienne. Les troupes assiégées dans Paris sous les ordres du général Louis Jules Trochu firent une reconnaissance offensive sur les villages de Bagneux et de Châtillon.

## But
Des mouvements de troupes considérables de l'ennemi ayant été signalé pendant ces derniers jours, le gouverneur décide de lancer une reconnaissance offensive qui sera faite par la 3e division du général Blanchard, du 13e corps, positionnée entre Issy, à droite, et Cachan, à gauche, soutenue par la brigade Dumoulin, de la division Maudhuy et par la brigade de La Charrière, de la division Caussade.

## Préparation
Le général Georges Eugène Blanchard (1805-1876), dispose ses troupes en trois colonnes plus la réserve :
1. La colonne de droite composée du 13e de marche avec 500 gardiens de la paix devant s'emparer de Clamart, s'y maintenir, surveiller Meudon et pousser les avant-postes jusque sur le plateau de Châtillon.
2. La colonne du centre commandée par le général Susbielle composée du 14e de marche et d’un bataillon du 13e de marche renforcé par 500 gardiens de la paix, devant attaquer Châtillon par la droite.
3. La colonne de gauche sous le commandement du colonel Eugène Antonin de Grancey[4], composée des mobiles de la Côte-d'Or et d’un bataillon des mobiles l'Aube sous les ordres du commandant Anne Marie André Picot de Dampierre[5] devant entrer dans Bagneux s'y établir solidement, tandis que le 35e de ligne, avec un autre bataillon de la Côte-d'Or, devait aborder Châtillon et occuper Fontenay, pour surveiller la route de Sceaux.
4. En réserve, le 42e de ligne, avec le 3e bataillon de l'Aube, avait l'ordre de rester en réserve en arrière de Châtillon, au lieu-dit la Baraque.
 La brigade La Charrière avait pour mission de se porter sur la route de Bourg-la-Reine, et de maintenir les forces ennemies qui essayaient de tourner notre gauche.
Ces mouvements sont protégés par le tir soutenu des forts de Montrouge, de Vanves et d'Issy.

La veille, une partie des troupes part de Neuilly, traverse l'avenue de Breteuil et se dirige vers Montrouge en passant par la Porte d'Orléans.

## La bataille
- La colonne de droite s'empare rapidement de Clamart et s'y maintient. 
Continuant leur progression les troupes françaises trouvent près du plateau de Châtillon des positions fortement occupées. Elles s'arrêtent donc sans pousser plus avant.

- Au centre, les troupes du général Susbielle attaquent vigoureusement Châtillon, soutenues par l’artillerie de campagne et par celle des forts d'Issy et de Vanves. Mais elle est arrêtée dès l'entrée du village par des barricades qui se succèdent, et par une vive fusillade partie des maisons crénelées. Elles sont obligées de combattre une à une toutes ces maisons et parviennent à s’avancer jusqu'à l'église et à la route qui relie Châtillon et Clamart. Entre ces deux points, deux bataillons se déploient et avancent sous le feu de l'ennemi jusque dans les vignes qui bordent les pentes de la carrière des Galvents[6] d'où ils échangent des coups de feu avec les tirailleurs ennemis, postés derrière un épaulement sur la crête du plateau de Châtillon. 
Deux batteries prussiennes se démasquent rapidement, l'une près de la Tour à l'Anglais, l'autre vers Châtillon; leurs feux est successivement éteint par les canons de Vanves et d'Issy. 
 À ce moment, les masses prussiennes se montrent sur les crêtes du plateau, se découvrant ainsi au feu de l'artillerie des forts français. Lors de ce combat, le général est blessé à la jambe, sans gravité ; il reste à cheval et continue à commander sa brigade.

- La colonne de gauche, des mobiles de la Côte d'Or soutenus par le 1er bataillon de l'Aube, qui voyait le feu pour la première fois, enlèvent Bagneux aux Bavarois, mais les Aubois perdent leur commandant[5]. Pendant ce temps le 35e de ligne et un bataillon de la Côte-d'Or, sous les ordres du colonel Louis Constant Roland de La Mariouse tentent de se frayer un passage entre Bagneux et Châtillon ; mais ils sont arrêtés par la mousqueterie et l'artillerie ennemies ; ils sont obligés, eux aussi, de combattre une à une toutes les maisons et les murs de parc, crènelés, vigoureusement défendus, mais ils parviennent jusqu'au cœur du village.
 La brigade Dumoulin, qui avait pris position à la grange Ory[7], reçoit l’ordre de se porter en avant pour appuyer le mouvement du colonel de La Mariouse ; et occupe le bas de Bagneux, tandis que le 35e chemine par le centre, pour forcer la position de Châtillon.

- La brigade de La Charrière, qui était en réserve, faisait taire, par son artillerie, le feu d'une batterie ennemie, postée vers l'extrémité de Bagneux, et qui canonnait les réserves françaises, afin que son infanterie puisse contourner notre gauche.

Après cinq heures de combat, le gouverneur de Paris ordonne la retraite, le but de la reconnaissance étant atteint. La retraite est alors ordonnée et elle s’opère sous les ordres du général Blanchard, dans le plus grand ordre et d’excellentes conditions. Pendant cette retraite, l'ennemi essaye de reprendre rapidement ses positions, et engage un feu très vif de mousqueterie et d'artillerie qui sont contrecarrées par les batteries divisionnaires et les pièces des forts de Vanves, de Montrouge et d'Issy comme du côté de Clamart, où les troupes françaises occupant l'ouvrage du Moulin-de-Pierre, sont immédiatement engagés par l'ennemi qui ne réussit pas prendre la position. Les marins du fort de Montrouge, commandés par le capitaine de frégate d'André, laissées en réserve, forment l'arrière-garde, et appuient la retraite avec calme.

## Bilan
L'état-major français estime avoir atteint les objectifs qu’avait fixés le général Trochu: 

« Cette reconnaissance offensive a obligé l'ennemi à montrer ses forces, à appeler de nombreuses troupes de soutien, à essuyer le feu meurtrier de nos pièces de position et de notre excellente artillerie de campagne. Il a dû subir de fortes pertes, tandis que les nôtres sont peu sensibles, eu égard aux résultats obtenus. Nous estimons que nous n'avons pas en plus de 30 hommes tués et 80 blessés alors que l’ennemi a laissé plus de 300 morts dans Bagneux et ses pertes sont considérables à Châtillon et sur les hauteurs. Le chiffre des prisonniers connus s'élève à plus d’une centaine. » 

« Des renseignements certains font connaître que l'ennemi a eu plus de 4 200 tués ou blessés. »

## Sources, notes et références
1. 1 2  Rapports militaires officiels du siège de Paris de 1870-1871
2. 1 2  Selon le rapport du général Blanchard au Général Vinoy. Il est toutefois permis d'en douter...
3. ↑  Un premier combat, eut lieu le 19 septembre 1870
4. ↑  Également connu sous le nom de Eugène Antonin De Mandat, vicomte de Grancey
5. 1 2  Également connu sous le nom de Anne Marie André Picot, comte de Dampierre, né en 1836, il est commandant des mobiles de l'Aube et mortellement blessé lors de la bataille
6. ↑  Les carrières de Clamart
7. ↑  La grange Ory était originellement une ferme qui donna par la suite son nom à un lieu-dit, à un quartier à cheval sur Bagneux et Cachan qui correspond actuellement à une zone située dans les alentours de l'avenue Carnot à hauteur de la station RER Arcueil-Cachan. C'est actuellement un quartier de Cachan dont la rue de la grange Ory fait partie
8. ↑  L'ouvrage du Moulin de Pierre, était à l'origine un moulin à grain construit en pierre au XVIIe siècle. Situé dans le hameau de Fleury sur la commune de Clamart, cette bâtisse très imposante est aménagée en redoute pour contrecarrer les attaques prussiennes durant le siège. De nombreux combats auront lieu autour de ce point que les troupes allemandes finiront par prendre. Lors de la Commune cette redoute occupée par les communards est prise fin avril 1871 par les versaillais. Après tous ces combats le moulin qui était devenu une ruine, fut démoli. Une rue de Clamart porte son nom.
9. ↑  Gravure du moulin de pierre (Clamart) Fleury en 1871